# Beaumont (rivière)
Pour les articles homonymes, voir Beaumont.
La rivière Beaumont (anglais : Beaumont River) est un cours d’eau de la région d'Otago, dans le district Central Otago de l’Île du Sud de la Nouvelle-Zélande, et un affluent gauche du fleuve Clutha.

## Géographie
La rivière Beaumont conflue en rive gauche avec le fleuve Clutha juste en amont de la petite ville de Beaumont.